# Zingiberoideae
Por "zingiberoide" quizás esté buscando Grupo de familias zingiberoides
Zingiberoideae es una subfamilia de plantas con flores perteneciente a la familia Zingiberaceae. Tiene las siguientes tribus y géneros:

## Tribus y Géneros
- Tribu: Globbeae
  - Géneros: Globba - Mantisia - Gagnepainia - Hemiorchis
- Tribu: Zingibereae
  - Géneros: Boesenbergia - Camptandra - Caulokaempferia - Cautleya - Curcuma - Curcumorpha - Haniffia - Haplochorema - Hedychium - Hitchenia - Kaempferia - Nanochilus - Paracautleya - Parakaempferia - Pommereschea - Rhynchanthus - Roscoea - Scaphochlamys - Stadiochilus - Stahlianthus - Zingiber